# Оршулович, Евгений Николаевич
Влади́мир Соро́кин (настоящее имя Евге́ний Никола́евич Оршулович) (29 сентября 1936, Одесса, УССР — 7 октября 1995, Украина) — советский и украинский профессиональный конферансье, исполнитель песен, чтец и сочинитель, артист «разговорного» жанра, автор юмористических рассказов.

## Биография
Коренной одессит, всю жизнь прожил в родном городе.
Рано остался без родителей, воспитывался в семье деда. По словам самого Сорокина, его дед был хорошо знаком с известным главарём одесских налётчиков Михаилом Винницким по кличке Мишка «Япончик».
После окончания школы в 1954 году Евгений поступил в Одесский техникум железнодорожного хозяйства, где учился на техника-механика паровозного хозяйства и помощника машиниста.
В 1955 году после смотра художественной самодеятельности, где Евгений Оршулович успешно выступил, он был принят в коллектив самодеятельности одесского дворца культуры железнодорожников. Вскоре он начинает выступать в одесском студенческом театре миниатюр, а затем и одесском студенческом самодеятельном коллективе театра «Парнас-2», при Молодёжном театре драмы Дворца Студентов. Там Оршулович стал первым исполнителем юмористических миниатюр и сатирических скетчей молодого одесского сатирика Михаила Жванецкого, который начинал творческую карьеру в тех же театрах «СТЭМ» и «Парнас-2».
Кроме театральных выступлений Оршулович снимается в кино. В 1959 году он снялся в молодёжной комедии «Черноморочка» А. Коренева вместе с известными актёрами О. Борисовым, В. Земляникиным, С. Мартинсоном и другими
С начала 1960-х годов Оршулович работал на Одесском заводе «Кузнечно-прессовых автоматов» (Одесский завод «КПА»), а в свободное время продолжал участвовать в одесской самодеятельности. Женился, но первый брак оказался недолгим. Но уже через несколько лет он устраивается на место конферансье в Одесскую областную филармонию.
В составе артистической «бригады» гастролировал по городам Украины, Молдавии и областям средней полосы России. Долгое время был постоянным ведущим на концертах известных артистов, выступавших в Одессе.
В середине 1970-х годов женился на певице эстрадного оркестра Вале Сергеевой (Валентине Иосифовне Габович). В конце 1970-х вместе с супругой перешли на работу из филармонии в бюро «Досуг» одесского парка культуры и отдыха.
Начиная с 1979 года начинается певческая карьера Оршуловича. Под псевдонимом «Владимир Сорокин» он фактически подпольно записывает альбомы с классическими «блатными» песнями и песнями разных авторов. Пробует Оршулович себя и в другом творчестве: в — начале 90-х вышел небольшой сборник юмористических рассказов "Чисто одесский анекдот", написанных им.
До самой смерти Оршулович продолжал работать в одесском ЦПКО.
Скончался 7 октября 1995 года от язвенного кровотечения. Похоронен на Северном кладбище Одессы.

## Певческая карьера
Начиная с 1979 года под псевдонимом «Владимир Сорокин» Оршулович записал более 50-ти альбомов популярных песен, анекдотов и авторских песенных произведений. В СССР невозможно было официально записывать «блатные» песни, поэтому записывались альбомы в частных студиях одесских коллекционеров и звукооператоров Владислава Коцишевского и Станислава Ерусланова, известных по аналогичному сотрудничеству с другими классиками русского шансона: А. Северным, А. Берисоном, Е. Свешниковым, А. Ошмянским (Фарбером), К. Беляевым, В. Шандриковым.
Сорокин работал совместно с ансамблями «Черноморская чайка», «Мираж», «Карусель», «3+1», «Шалом», «Ланжерон» и другими. Записывал альбомы с самым разным аккомпанементом: и оркестровое сопровождение из числа профессиональных музыкантов Одесского музыкального училища и под гитару, рояль и аккордеон.
Владимир Сорокин записал совместные альбомы с авторами-исполнителями Ю. Брилиантовым, Н. Владовым, В. Казанцевым, певицами И. Александровской и В. Чинской, а также со своей супругой Валентиной Сергеевой.
Исполнял песни из репертуара Л. Утёсова, В. Высоцкого, А. Северного, В. Шандрикова, А. Никольского, В. Токарева, исполнял также «блатную» классику.
Некоторые песни специально для Сорокина были написаны Владиславом Коцишевским. Авторство многих песен, первым исполнителем которых был сам Владимир Сорокин, на настоящий день не установлено.
Являясь превосходным артистом «разговорного» жанра, записал несколько программ анекдотов.
Его записи быстро расходились по стране, и имя Владимира Сорокина стало хорошо известно поклонникам жанра.
Записывался Сорокин до самой смерти. За год до смерти, 16 августа 1994-го, вместе с ансамблем «Ланжерон» он записал свой последний оркестровый концерт, а 28 июня 1995 года, состоялась запись последней программы анекдотов в исполнении артиста. Кроме большого количества аудиозаписей, сохранилось несколько любительских видеозаписей с участием Сорокина, сделанных незадолго до смерти.
Официально его альбомы никогда не издавались, но отдельные песни неоднократно издавались в серии «Классика Русского Шансона», а также в многочисленных сборниках. За весомый и яркий вклад в развитие жанра «неподцензурной песни» его имя было внесено в изданную в 2006 году «Энциклопедию Русского Шансона».